# Ceremony (песня New Order)
«Ceremony» (рус. Церемония) — песня, написанная британской рок-группой Joy Division. Песня была записана и выпущена на сингле в 1981 году группой New Order, сформированной из состава Joy Division. Сингл занял 34-е место в британском хит-параде (1-е место в категории «инди»). Существует две версии песни.

## История создания

### Joy Division
«Ceremony» — одна из последних песен, которую создали Joy Division, а также один из последних текстов Иэна Кёртиса. Существует три версии песни. Первая из них была исполнена Joy Division 2 мая 1980 года на концерте в Бирмингеме, оказавшийся для группы последним (позже запись выступления вошла в альбом «Still», 1981), вторая же была сделана на саундчеке перед данным концертом и доступна только на бутлеге. Далее группа отправилась в Graveyard Studios в Прествиче, где сделала демо «Ceremony» и ещё одной новой композицией — «In a Lonely Place». Записи этих репетиций были найдены 15 лет спустя и были выпущены в составе бокс-сета «Heart and Soul» в 1997 году («In a Lonely Place» была урезана). Ещё позже, в 2011 году, были изданы две полные версии «In a Lonely Place». Во всех версиях Кёртиса почти не слышно из-за низкого качества записей. Joy Division не успели записать эти песни в студии, так как Кёртис покончил с собой 18 мая.

### New Order
New Order избрали отправной точкой своего пути именно эти две песни, при этом полностью исключив все остальные песни Joy Division из своего репертуара. Из-за низкого качества имевшихся записей и того, что Кёртис нигде не записал текст «Ceremony», гитаристу Бернарду Самнеру, ставшему вокалистом новой группы, пришлось проиграть демо через эквалайзер, чтобы разобрать слова. Первая версия «Ceremony», как и «In a Lonely Place», была записана New Order в сентябре 1980 года во время первого американского турне. Дебютный сингл вышел на Factory Records в марте 1981 года. К тому времени в состав New Order вошёл новый участник — Джиллиан Гилберт, с которой группа переписала эти две песни и выпустила их вторые версии на сингле в сентябре 1981 года. Из двух версий именно последняя стала позже самой известной благодаря её включению в сборники группы 1987—2002 гг. Первая версия была впервые издана на компакт-диске на сборнике Singles в 2005 году, а затем в 2008 году на переиздании альбома Movement. Продюсером обеих записей был Мартин Хэннет, работавший непрерывно с Joy Division с 1978 года.
Существует демозапись сентября 1980 года, на которой вокальная партия куплета в «Ceremony» принадлежит Стивену Моррису, Питер Хук исполнил первый припев, а Бернард Самнер спел второй: в то время группа ещё не определилась, кто будет вокалистом в новом составе.

## Издания

### UK 7" — FAC 33
1. «Ceremony» — 4:34
2. «In a Lonely Place» — 4:35

### UK 12" — FAC 33
1. «Ceremony» — 4:34
2. «In a Lonely Place» — 6:12

- Usually a green sleeve.

### UK 12" — FAC 33 (Second pressing)
1. «Ceremony» — 4:22
2. «In a Lonely Place» — 6:12

- Usually a cream and blue sleeve.

### UK 12" — FAC 33 (2011 Record Store Day pressing)
1. «Ceremony» — 4:34
2. «In a Lonely Place» — 6:12
3. «Ceremony» — 4:14 Joy Division version (from the 1997 'Heart & Soul' box set)
4. «In a Lonely Place» — 5:30 Joy Division version (previously unreleased)

- White sleeve